# Laura Scudder
Pour les articles homonymes, voir Scudder (homonymie).
Laura Clough Scudder (née le 19 juillet 1881, décédée le 13 mars 1959) était une femme d'affaires et chef d'entreprise américaine de Monterey Park (Californie), connue pour avoir innové dans l'emballage des chips de pomme de terre dans des sachets scellés hermétiquement pour en prolonger la fraîcheur. 
Née à Philadelphie, Laura Scudder a travaillé comme nurse avant de déménager en Californie. Elle résidait dans cet État quand elle devint la première femme avocate à Ukiah. Elle déménagea plus au sud à Monterey Park, où elle lança en 1926 son entreprise agroalimentaire de fabrication et commercialisation de chips.  

## L'innovation
Dans un premier temps, les chips étaient conditionnées dans des seaux ou des boîtes, au fond desquels il restait toujours des chips rassises et en miettes.
Laura Scudder a d'abord demandé à ses employés d'emporter chez eux des feuilles de papier paraffiné pour les mettre en forme de sachets à l'aide d'un fer à repasser, ces sachets étant remplis de chips à l'usine le lendemain.
Cette innovation permettait de conserver plus longtemps la fraicheur et le croustillant des chips, et en fit, avec le concours de l'invention de la cellophane, un produit de consommation de masse.
Laura Scudder commença également à inscrire des dates sur les sachets, devenant ainsi la première société agroalimentaire à marquer ses produits d'une date limite d'utilisation. Cette nouvelle politique de fraicheur s'exprimait en forme de slogan marketing : Laura Scudder's Potato Chips, the Noisiest Chips in the World (« Les chips de pomme de terre de Laura Scudder, les chips les plus bruyantes du monde »).

## L'entreprise Laura Scuder's
Laura Scudder dut faire face à de nombreux obstacles dans la direction de sa propre société pendant la Grande Dépression. Par exemple, lorsqu'elle tenta d'assurer le camion de livraison de son entreprise, elle fut rejetée par tous les agents d'assurance masculins qui prétendaient qu'une femme ne serait pas fiable pour le paiement des primes.
L'agent d'assurance féminin qui finalement assura le camion obtint par la suite les contrats pour la totalité de la flotte de l'entreprise.
À un moment donné, Laura Scudder refusa une offre de 9 millions de dollars pour la reprise de sa société car l'acheteur ne voulait pas garantir l'emploi de ses salariés. En 1957, elle a finalement accepté une offre de 6 millions de dollars d'un acheteur qui assurait la sécurité d'emploi de sa main-d'œuvre. La nouvelle société a pris le nom de «  Laura Scudder Inc. ».
L'entreprise s'était alors diversifiée dans le beurre d'arachide et la mayonnaise, et les chips de marque Laura Scudder's détenaient une part de marché supérieure à 50 % en Californie.
En 1987, l'entreprise Laura Scudder Inc. fut vendue à Borden, Inc. pour 100 millions de dollars.
Les ventes annuelles du fabricant de chips s'élevaient à 126 millions de dollars en 1986. 
Cependant, des difficultés avec les syndicats conduisirent Borden à fermer toutes les usines de Laura Scudder en Californie à peine un an plus tard. 
La culture générale de Borden de mauvaise gestion, le développement d'un endettement excessif pour financer de nombreuses acquisitions, et plusieurs restructurations amenèrent en 1993 Borden à céder ce qu'il restait de Laura Scudder pour moins de 16,7 millions de dollars. 
Toutefois, l'acquéreur, Granny Goose, filiale du groupe G.F. Industries Inc., était déjà en difficulté et fut mis en vente en janvier 1995.

## La marque Laura Scudder's sous licence
En 2009, Snack Alliance Inc. obtint de la Laura Scudder's Company LLC les droits de produire et commercialiser les chips de pomme de terre sous la marque Laura Scudder.
Selon le site internet de J.M. Smucker Company, l'activité Natural Peanut Butter de la marque Laura Scudder a été rachetée par Smucker's à BAMA Foods Inc. en décembre 1994. 
En 2009, Smucker's commercialisait le beurre d'arachide naturel de la marque Laura Scudder sur la côte Ouest des États-Unis. Selon une annonce du 31 mars 2010, Snack Alliance, Inc. a été rachetée par Shearer's Foods, fabricant de produits de grignotage salés concurrents dans différentes régions d'Amérique du Nord. 
À la même époque (2010), il semble que la marque originale Laura Scudder's soit activement commercialisée par une société basée en Californie. Ces deux sociétés utilisent des conditionnements différents pour leur différents produits Laura Scudder's, et la société californienne semble les vendre dans l'ensemble des États-Unis.